# Кнут (фильм, 1948)
«Кнут» (англ. Whiplash) — фильм нуар режиссёра Льюиса Сейлера, вышедший на экраны в 1948 году.
Фильм рассказывает о молодом художнике (Дэйн Кларк), который влюбляется в таинственную красавицу (Алексис Смит), после чего следует за ней в Нью-Йорк, где соглашается стать профессиональным боксёром в команде её мужа (Закари Скотт), после того, «как чувствует себя отвергнутым любимой женщиной».
Фильм относится к категории боксёрских нуаров наряду с такими картинами, как «Кид Галахад» (1937), «Тело и душа» (1947), «Чемпион» (1949), «Подстава» (1949) и «Тем тяжелее падение» (1956).

## Сюжет
В Нью-Йорке во время поединка за чемпионский титул в среднем весе боксёр Майкл Анджело (Дэйн Кларк), который перед этим одержал 12 побед нокаутом подряд, неожиданно слабеет и начинает уступать сопернику в четвёртом раунде. В перерыве между раундами Майкл вспоминает о том, что предшествовало этой ситуации:

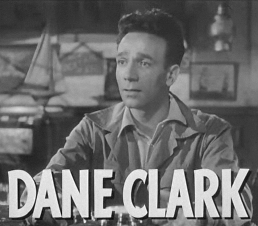
Дэйн Кларк в трейлере фильма «Кнут» (1948)

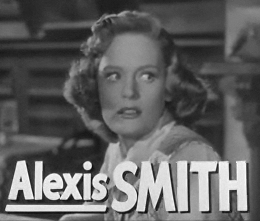
Алексис Смит в трейлере фильма «Кнут» (1948)

Совсем недавно он был Майком Гордоном, начинающим художником с серьёзными амбициями, который жил на океанском побережье недалеко от Сан-Франциско. Он мастерил для детей на берегу песчаные скульптуры и показывал им боксёрские приёмы, так как когда-то в юности занимался боксом. В один из таких дней Майкла пригласил в своё кафе его друг, пожилой и добрый Сэм (С.З. Сакалл), сообщив, что продал клиентке по имени Лори Роджерс (Алексис Смит) за 75 долларов картину Майка, которую тот отдал для оформления интерьера. Художник расстроен этим, так как считает свою работу несовершенной, и торговля такими картинами, по его мнению, равноценна обману. Забрав у Сэма деньги, он немедленно направляется в бунгало, в котором остановилась Лори, намереваясь вернуть картину. Однако поражённый тем, насколько глубоко Лори смогла понять и оценить его произведение, а также красотой женщины, Майк решает не только оставить ей картину, но и приглашает на ужин, чтобы отметить свою первую продажу. За ужином в ресторане Лори ничего о себе не рассказывает, однако Майк чувствует, что Лори чем-то мучается. При этом она умело подпевает пианисту, говоря, что раньше выступала на сцене. Ночью после ресторана Майк предлагает Лори искупаться в океане, и уже на берегу признаётся, что влюбился в неё. Они целуются. На следующее утро Лори в чудесном расположении духа приходит в кафе Сэма, однако увидев, что за ней следят, немедленно уходит, и ничего не сказав, выписывается из гостиницы и уезжает, не оставив адреса. Сэм убеждает растерянного Майка, что он с Лори мог бы составить отличную пару, даёт ему денег и уговаривает немедленно отправляться на её розыски. Единственной зацепкой, с помощью которой можно найти Лори, служит адрес нью-йоркского врача, доктора Арнольда Винсента, которому она отправила по почте картину Майка.

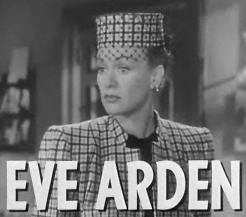
Ив Арден в трейлере фильма «Кнут» (1948)

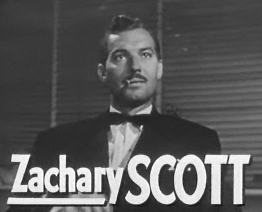
Закари Скотт в трейлере фильма «Кнут» (1948)

Перебравшись в Нью-Йорк, Майк ежедневно приходит к дому доктора Винсента (Джеффри Линн), рассчитывая на встречу с ним, однако тот откровенно избегает Майка. Художник селится в недорогом пансионе, где пишет большую картину, в центре которой образ Лори. С Майком заводит дружбу очаровательная и остроумная соседка Крис Шервуд (Ив Арден), которая зарабатывает на жизнь эскорт-услугами. Однажды Крис приглашает Майка сходить вместе с ней в клуб «Пеликан», куда она идёт с очередным клиентом, техасским миллионером, говоря, что через него можно получить хороший заказ на портрет. Совершенно неожиданно Майк видит Лори, которая работает в клубе певицей. После её выступления Майк проходит за кулисы, где объясняется в любви, однако Лори сначала делает вид, что не узнаёт его, а затем холодно просит оставить её в покое. Охранники клуба набрасываются на Майка, однако он посылает двоих из них в глубокий нокдаун, после чего третий оглушает его сзади рукояткой пистолета. Потерявшего сознание Майка переносят в кабинет хозяина клуба Рекса Дюранта (Закари Скотт), который оказывается мужем Лори. Не так давно Рекс был профессиональным боксёром, но после тяжёлой травмы стал инвалидом и теперь передвигается в кресле-каталке. Однако он не потерял интереса к боксу, создал собственный боксёрский клуб, и ищет талантливых спортсменов, чтобы сделать из них чемпионов. Впечатлённый тем, как Майк расправился с его телохранителями, Рекс предлагает ему стать профессиональным боксёром в его команде.
После ухода Майка Рекс напоминает Лори, как она пыталась от него сбежать, но его люди нашли её в Калифорнии. На улице около клуба Лори просит поджидавшего её Майка не связываться с Рексом. В ответ на эти слова Майк заявляет вышедшему Рексу, что готов завтра же приступить к тренировкам. Когда тренер спортивного клуба О’Лири (Алан Хейл) отправляет Майка на медосмотр, выясняется, что врачом в клубе работает тот самый доктор Винсент, встречи с которым Майк так долго добивался. Кроме того, доктор оказывается родным братом Лори. Хотя Винсент понимает, что Майк принял предложение стать боксёром, чтобы быть ближе к Лори, он тем не менее не советует ему иметь дело с Рексом, так как это может быть опасно. В своё время Винсент сделал Рексу сложную операцию на ногах, после того, как тот попал в автомобильную аварию, в результате которой Рекс остался инвалидом. И теперь Рекс постоянно припоминает ему эту неудачную операцию, хотя, по словам Винсента, его вины в этом не было. Появившийся Рекс, убедившись, что у Майка отменное здоровье, сразу же ставит его на спарринг с очень сильным соперником, после чего заключает, что из Майка может получиться сильный боксёр. С подачи Рекса Майк берёт псевдоним «Майк Анджело» в честь знаменитого художника Микеланджело, и его любовь к живописи активно обыгрывается в рекламной кампании. Майк проводит серию организованных Рексом успешных боёв в разных городах, постепенно демонстрируя всё большую жестокость по отношению к соперникам. Лори понимает, что таким образом он вымещает на соперниках душевную травму от их разрыва.
Рекс находит в квартире Майка портрет Лори и вешает его в своей гостиной. При этом в разговоре с женой он говорит, что ему известно о том, что она встречалась с Майком в Калифорнии. Под нажимом Рекса Лори сознаётся, что любит Майка. При этом Рекс заявляет, что сделает Майка чемпионом любой ценой. Накануне очередного боя Рекс и Лори вместе с Майком ужинают в клубе, где вскоре к ним присоединяется Винсент. Во время танца Лори говорит Майку, что рассказала мужу об их отношениях, а также сообщает, что Рекс забрал себе портрет. Отправившись затем в гримёрку, Лори застаёт там выпившего Винсента с оружием, который задумал убить Рекса. Лори срочно вызывает Майка, и они вдвоём пытаются остановить Винсента. Однако доктор непреклонен, утверждая, что Лори была вынуждена пожертвовать собой ради него. Винсент рассказывает, что она давно страдала от Рекса и пыталась подать на развод, однако тот угрозами заставлял её отказаться от этого. Однажды, когда они ехали в автомобиле, Лори вновь заговорила о разводе, что привело Рекса в бешенство, он потерял контроль над управлением и попал в аварию. Лори не пострадала, а Рексу Винсент сделал срочную операцию с небольшими шансами на успех. Тем не менее, Рекс выжил, но остался инвалидом, после чего обвинил врача в преступной небрежности и угрожал подать на него в суд. Из-за этого Лори была вынуждена остаться с ним в обмен на отказ от каких-либо судебных обвинений, а самому Винсенту пришлось работать на Рекса в его клубе. После этих слов Майк отбирает у Винсента оружие, и в этот момент в гримёрке появляется Рекс, который слышал окончание разговора. Узнав всю подноготную их взаимоотношений, Майкл отказывается продолжать боксировать, если Рекс не предоставит свободу Лори, однако тот жёстким тоном заявляет, что заставит Майка соблюдать контракт. После ухода Майка Рекс посылает вслед за ним одного из своих громил, Костелло (Дуглас Кеннеди), который жесткого избивает главного героя и сбрасывает того с лестницы, в результате чего Майк получает сотрясение мозга. После осмотра Майка Винсент заключает, что тот должен немедленно лечь в больницу, после чего ему потребуется как минимум месячная реабилитация, в противном случае очередной бой может стать для него смертельным. Тогда Рекс предлагает Майку сделку: если тот выиграет для него ближайший бой за чемпионский титул, Рекс даст Лори свободу. Чтобы Винсент не помешал проведению боя, Рекс запирает его в одной из своих квартир под наблюдением вооружённой охраны.
Действие возвращается в настоящее время. Во время боя Майка жестоко избивают, тем не менее, он всё-таки посылает своего соперника в нокаут, после чего теряет сознание и падает прямо на ринге. Винсенту удаётся разоружить своего сторожа и забрать его пистолет. Он выскакивает прямо на ринг в тот момент, когда Майка поднимают с пола, и направляет его в больницу на экстренную операцию. Выйдя из спортзала, Винсент угрожает Рексу, что придаст гласности имеющиеся у него рентгеновские снимки, доказывающие, что Рекс отправил Майка на бой, зная, что посылает его на верную смерть. Это грозит Рексу десятилетним тюремным заключением. Костелло, который держит кресло-каталку Рекса, стреляет в Винсента, тяжело его раня, однако, уже упав, врач успевает застрелить Костелло, в результате чего тот выпускает из рук кресло-каталку, которая вылетает на дорогу, и Рекс гибнет под колёсами проезжающего автомобиля. Винсент умирает на руках у Лори. После восстановления Майк возвращается в Калифорнию, где продолжает занятия живописью. Вскоре к нему приезжает и Лори, они обнимают и целуют друг друга.

## В ролях
- Дэйн Кларк — Майкл Гордон / Майкл Анджело
- Алексис Смит — Лори Дюрант
- Закари Скотт — Рекс Дюрант
- Ив Арден — Крис Шервуд
- Джеффри Линн — доктор Арнольд Винсент
- С.З. Сакалл — Сэм
- Алан Хейл — Терренс О’Лири
- Дуглас Кеннеди — Костелло

## Создатели фильма и исполнители главных ролей
Режиссёр фильма Льюис Сейлер начал работать в этом качестве ещё в начале 1920-х годов. Однако свои наиболее успешные картины он поставил на рубеже 1930—40-х годов, среди них криминальные драмы с Хамфри Богартом «Король криминального мира» (1939), «Преступление тебе с рук не сойдёт» (1939) и «Крутой парень» (1942), фильм нуар «Пыль будет моей судьбой» (1939) с Джоном Гарфилдом, драму «Питтсбург» (1942) с Джоном Уэйном, Марлен Дитрих и Рэндольфом Скоттом, военную драму «Дневник Гуадалканала» (1943) с Престоном Фостером, Ллойдом Ноланом и Уильямом Бендиксом, а позднее — нуар «Женская тюрьма» (1955) с Айдой Лупино.
«Кнут» был всего вторым фильмом для сценаристки Гарриет Фрэнк-младшей. Дочь голливудского редактора, Фрэнк прошла курс обучения молодых авторов на студии Metro-Goldwyn-Mayer, где познакомилась со своим будущим мужем и соавтором Ирвингом Раветчем. Однако они начали писать вместе лишь десятилетие спустя. Один из своих первых совместных сценариев они написали для драмы «Долгое жаркое лето» (1958), которая стала первым из восьми фильмов, которые пара сделала вместе с режиссёром Мартином Риттом. В дальнейшем они написали для Ритта сценарии фильмов «Хад» (1963) и «Норма Рэй» (1980), которые принесли им номинации на Оскар.
Как отметила киновед Маргарита Ландазури, в 1930-е годы Warner Bros. была первой голливудской кинокомпанией, которая стала снимать фильмы про крутых парней, успеху которых способствовали такие звёзды, как Хамфри Богарт и Джеймс Кэгни. К середине 1940-х годов ещё одним ведущим крутым парнем студии стал Джон Гарфилд, и, кроме того, «Warners позаботилась о том, чтобы в запасе у неё был и его возможный преемник». На эту роль был избран Дэйн Кларк, с которым студия подписала контракт в 1943 году, и который, как и Гарфилд, вышел из нью-йоркского театра Group Theater. Как отметил Деннис Шварц, «роль Кларка в этом фильме изначально предназначалась для Джона Гарфилда, однако тот ушёл со студии, сыграв роль боксёра в социальном фильме нуар „Тело и душа“ (1948) на независимой студии United Artists». Тогда на эту картину студия Warners поставила Кларка. По словам Ландазури, Кларк, как и Гарфилд, «был превосходен в ролях крутых парней, потому может показаться странным, что он окончил Корнеллский университет и юридическую школу». Однако в период Великой депрессии для юристов было мало работы, и потому ради заработка Кларк занимался самыми разными делами, включая бокс, строительство, бейсбол и модельный бизнес. В конце концов, он стал актёром, и после определённого успеха на нью-йоркской сцене подписал договор с Warner Bros.. Кини также обратил внимание на то, что «прежде чем стать актёром, Кларк некоторое время занимался боксом, что заметно способствовало реалистичности боксёрских сцен в этом фильме». Перед «Кнутом» Кларк успел сыграть крутых парней в серии военных фильмов, а также в нуаровых драмах «Её тип мужчины» (1946) и «Глубокая долина» (1947).
К моменту съёмок в этом фильме Алексис Смит уже в течение семи лет была контрактной актрисой Warner Bros., где благодаря своему «холодному изяществу обычно играла либо отрешённых светских дам, либо „других женщин“». Кроме того, «идеально подходила на роль нуаровых женщин», сыграв, в частности, главные роли в фильмах нуар «Конфликт» (1945) и «Две миссис Кэрролл» (1947), где в обоих случаях её партнёром был Богарт. Позднее она удачно сыграла в фильмах нуар «Поворотная точка» (1952) и «Доля секунды» (1953). Как отмечает Ландазури, «Смит редко выпадали возможности продемонстрировать свой певческий и танцевальный таланты, и хотя в этом фильме она играет певицу ночного клуба, её голос был продублирован». Лишь в 1971 году, сыграв в бродвейской постановке Стивена Сондхайма «Безумства», она поразила публику своими музыкальными талантами, завоевав премию Тони.
По словам Ландазури, Закари Скотт «часто выступал в амплуа обходительных и безжалостных негодяев», в частности, в таких фильмах нуар, как «Маска Димитриоса» (1944), «Милдред Пирс» (1945) и «Сигнал об опасности» (1945). Перед съёмками в «Кнуте» Warner Bros. отдавала Скотта в аренду на два фильма, в которых он сыграл более объёмные роли. В мелодраме студии MGM «Касс Тимберлейн» (1947) он сыграл друга Спенсера Трейси, который влюбляется в его молодую жену. И хотя в фильме нуар «Безжалостный» (1948) независимой студии Producing Artists Скотт снова сыграл главную роль негодяя, в этом фильме «его негодяй был психологически сложной личностью». Как было отмечено в рецензии «Голливуд репортер», «мелодраматическая роль Закари Скотта в „Кнуте“ вряд ли можно назвать задачей, достойной этого талантливого актёра». Хотя, как пишет Ландазури, «может быть, это и так, тем не менее, смотреть на Скотта в роли мерзавца всегда увлекательно».
Этот фильм стал одним из первых появлений Джеффри Линна на экране после службы во время Второй мировой войны. И хотя, как пишет Ландазури, «с момента своего кинодебюта десятилетием ранее в фильме „Четыре дочери“ (1938), он обычно играл вежливых и милых парней, в „Кнуте“ ему предоставлена возможность создать вопреки амплуа образ противоречивого доктора».

## Оценка фильма критикой
После выхода фильма на экраны газета «Нью-Йорк Таймс» дала ему сдержанную оценку, написав, что «здравый смысл и драматизм оказались на обочине, отдав место на экране хоть и прекрасно показанному, но бессмысленному взрыву жестокости», которому «Кларк, Скотт и Смит обеспечивают достойную декорацию». Рецензент газеты подводит итог своей оценке словами: «Если вы желаете простой, старомодной суматохи с нанесением увечий, то этот фильм вам понравится. В противном случае, будьте осторожны».
Современный критик Маргарита Ландазури дала фильму позитивную оценку, назвав его «изящным, закрученным нуаром об искусстве, боксе, ревности и мести». С другой стороны, Деннис Шварц назвал его «занудной романтической мелодрамой», далее отметив, что «эта бессмысленная история не убедительна, плохо продумана в драматическом плане и её тяжело смотреть. Угрюмую атмосферу картины облегчают только симпатичные актёры второго плана — Ив Арден, которая демонстрирует блестящее остроумие, и замечательный своим тёплым очарованием С. З. Сакалл». По мнению Майкла Кини, «хорошая актёрская игра, особенно, со стороны Кларка и Смит, не компенсирует чрезмерно мелодраматичный и клишированный сценарий» картины.